# Tillandsia xerographica
Tillandsia xerographica là một loài thực vật có hoa thuộc họ họ Dứa (Bromeliaceae), bản địa tại miền nam Mexico, El Salvador, Guatemala và Honduras. Tên loài xuất phát từ tiếng Hy Lạp ξηρός (xeros), nghĩa là "khô," và γραφία (graphia), nghĩa là "kiểu viết."

## Môi trường sống
Tillandsia xerographica sinh sống tại rừng khô và rừng cây bụi gai ở độ cao từ 140 tới 600 m tại miền nam Mexico, Guatemala và El Salvador. Nhiệt độ trung bình tại khu vực phân bố từ 22 °C - 28 °C, với độ ẩm 60% to 72% và lượng mưa hàng năm từ 550 đến 800 mm.

## Giống
- Tillandsia 'Betty' (T. xerographica × T. brachycaulos)[5]
- Tillandsia 'Fireworks' (T. xerographica × T. roland-gosselinii)[5]
- Tillandsia 'Silver Queen' (T. jalisco-monticola × T. xerographica)[5]
- Tillandsia 'Silverado' (T. chiapensis × T. xerographica)[5]